# Marcipa pinheyi
Marcipa pinheyi là một loài bướm đêm trong họ Erebidae.